# スウェーデン国鉄X9形電車
スウェーデン国鉄X9形電車はスウェーデン国鉄（SJ）でかつて使用されていた急行用電車である。

## 概要
急行電車用としてX20形電車をベースに1959年から1963年にかけて4両編成11本（44両）がヒルディング・カールソン社（後に廃業）にて製造された。

## 車体外観
前面のデザインは大型2枚窓を配置して傾斜を付けたタイプで、日本の湘南型スタイルと言われているのとよく似ている。側面はコルゲートを採用している。
塗装は大胆に赤みの強いオレンジ色を採用。その見た目からパプリカトーグ（Paprikatåg、ピーマン電車の意）の愛称で親しまれていた。

## 運転・走行機器
電装品はアセア（現：アセア・ブラウン・ボベリ）製を採用している。主電動機（走行用モーター）は340kWのものを採用した。両先頭車が電動車となっており、いずれの車両も車軸配置は1A-A1（UIC式表記法）、すなわち編成全体では4軸を駆動し、出力は340×4=1,360kWとなっている

## 編成
各車両についている記号は以下の通り
- Mc - 運転台付き電動車。
- T - 付随車
- TF - 変圧器
- PT - パンタグラフ

|           |             |             |             |             |
| 形式      | X9A （Mc）  | UA9 （T）   | UB9 （T）   | XB9 （Mc）  |
| 搭載機器  | TF PT       |             |             |             |
| 設備 定員 | 二等車 26人 | 一等車 30人 | 二等車 54人 | 二等車 46人 |

## 運用
主にスウェーデン南部で運用されていた。1999年を最後に定期運用からは離脱している。

## 保存車両
2編成が保存されており、うち1編成は鉄道博物館での保存である。